# ليبرتاد دي سونتشاليس
دي ليبرتاد سونتشاليس (بالإسبانية: Club Deportivo Libertad)‏ هو فريق كرة سلة أرجنتيني تأسس في 1910 يلعب في دوري كرة السلة الوطني الأرجنتيني.

## وصلات خارجية
- الموقع الرسمي